# Gloucester
Gloucester (wymowaⓘ, /ˈɡlɒstə/) – miasto w Wielkiej Brytanii (Anglia), ośrodek administracyjny hrabstwa Gloucestershire. Miasto sytuowane w dolinie rzeki Severn około 180 km na zachód od Londynu, port nad rzeką Severn, połączony kanałem żeglownym Gloucester-Sharpness (długość 26 km) z jej estuarium. W 2021 roku miasto liczyło 118 555 mieszkańców.

## Historia
Gloucester za czasów rzymskich było znane jako Glevum (albo Colonia Nervia Glevensium) i wchodziło w skład rzymskiej prowincji Brytania. Założone zostało około roku 48 roku n.e. jako centrum handlowe. Początkowo zbudowano tam rzymski fort, który dwadzieścia lat później został zastąpiony przez fortecę. Wokół fortyfikacji wyrosło miasto, któremu cesarz Nerwa nadał status kolonii w 97 roku. Mieszkali tu głównie emerytowani legioniści, którzy jednocześnie byli posiadaczami gruntów wokół miasta. W szczytowym okresie swojego rozwoju Glevum miało około 7 tysięcy mieszkańców. Do dzisiaj pozostało wiele zabytków świadczących o rzymskim okresie w historii Gloucester. Pozostałości rzymskiej bramy można oglądać przy ulicy Eastgate, a same ulice Northgate, Southgate, Eastgate i Westgate nadal znajdują się w tych samych miejscach co ich rzymskie odpowiedniki. Ponadto wiele obiektów z czasów rzymskich można oglądać w lokalnym Muzeum Miejskim w Gloucester.

## Zabytki
Wśród interesujących zabytków wymienić należy:
- pochodzący z XIX wieku port (ang. The Dock) wraz z magazynami. W jednym z magazynów znajduje się Muzeum Żeglugi Śródlądowej (National Waterways Museum) w pozostałych Centrum Antyków (Antique Centre) oraz lokalny Urząd Miasta (City Council), pozostałe magazyny przekształcono na apartamenty i mieszkania
- doskonale zachowana średniowieczna katedra wyróżniająca się na tle miasta swą 68-metrową wieżą. W katedrze kręcono sceny do „Harry’ego Pottera”.
- Centrum miasta osadzone na planie krzyża wyznaczają wytyczone jeszcze przez Rzymian Northgate, Southgate, Westgate i Eastgate
- kościół św. Piotra

Miasto jest siedzibą profesjonalnego klubu rugby – Gloucester Rugby.

## Dzielnice
Abbeydale, Abbeymead, Barnwood, Barton and Tredworth, Brockworth, Coney Hill, Elmbridge, Hartpury, Hempsted, Hucclecote, Kingsholm, Linden, Longlevens, Matson, Podsmead, Robinswood, St Pauls, Tuffley, Quedgeley, Wotton, Westgate, White City

## Miasta partnerskie
- Metz, Francja
- Trewir, Niemcy
- Saint Ann, Jamajka
- Gouda, Holandia
- Osijek, Chorwacja
- Gdańsk, Polska